# Luis Alberto Contreras y Sotomayor
Luis Alberto Contreras y Sotomayor (Santiago de Chile, 1870-1960) fue un militar chileno del siglo XX y pionero de la aviación chilena.

## Biografía
Nació en Santiago de Chile en 1870, como hijo legítimo del comandante Juan de la Cruz Contreras y Arancibia, Oficial de los batallones Carampangue y Yungay del Ejército de Chile, de muy destacada participación en la batalla de Yungay y en la batalla de Portada de Guías, y héroe de la batalla de Puente Buin durante la guerra contra la Confederación Perú-Boliviana, y de Mercedes Antonia Sotomayor y Reynoso, quienes además fueron padres del militar, político y diplomático chileno Germán Contreras y Sotomayor, quien fuera diputado de la República de Chile por La Serena, Coquimbo y Elqui (1912-1915), dueño del Palacio Meiggs en Santiago y casado con Raquel Daza y Gutiérrez -radicada y fallecida en Chile-, hija de Hilarión Daza, presidente de Bolivia, y de Benita Gutiérrez y Tezanos-Pinto.

## Trayectoria militar y civil

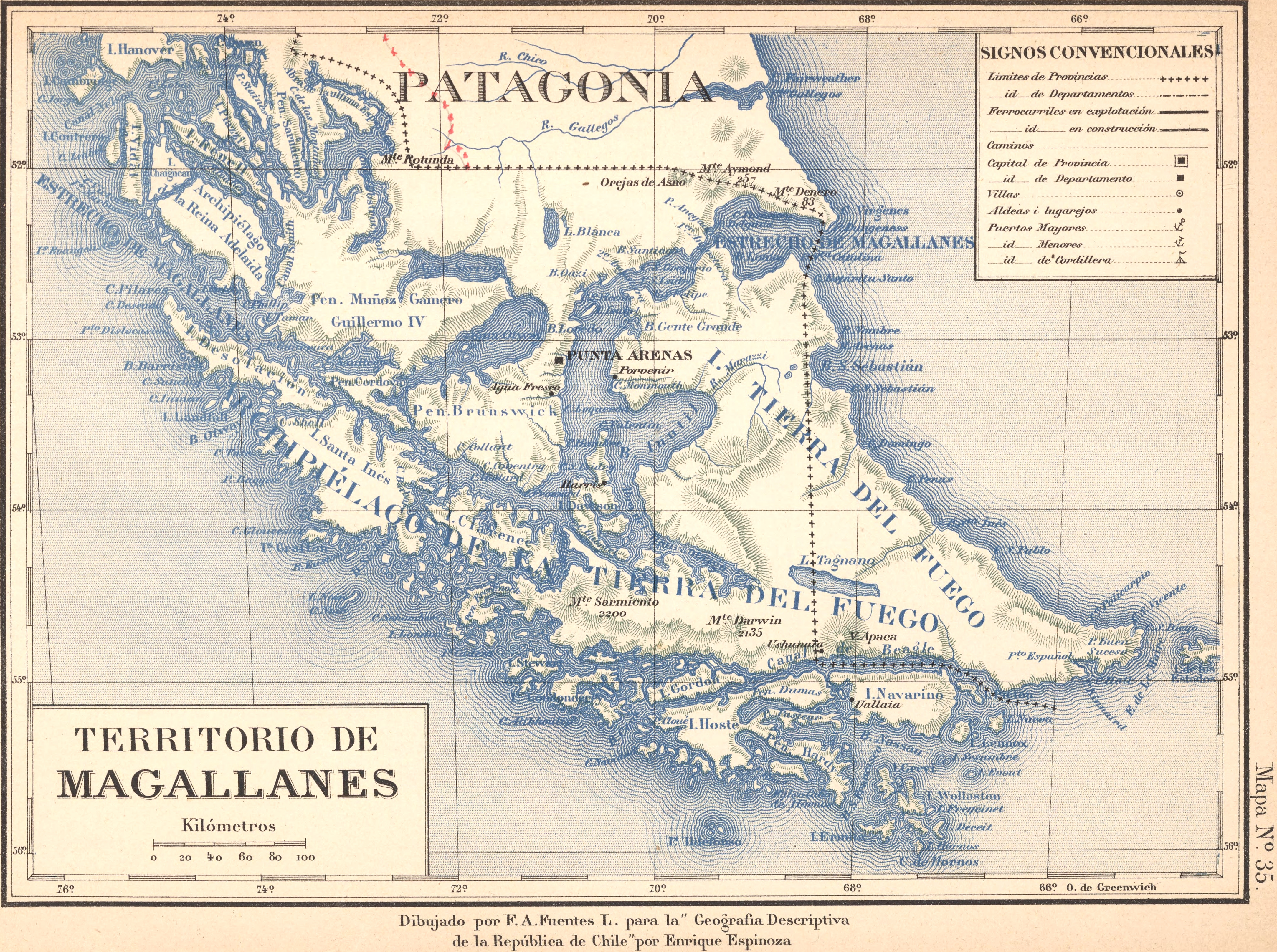
Mapa del sector más austral del Territorio de Magallanes, Chile, hacia 1895.

Contreras y Sotomayor ingresó muy joven al Ejército de Chile, admirado por el ejemplo de su padre, como cadete de la Escuela Militar del Libertador Bernardo O'Higgins, egresando en 1889 con el grado de teniente 2.º. Posteriormente, se plegó a las fuerzas parlamentarias durante la Guerra Civil de 1891 como Teniente de Artillería, acantonado en Pisagua, desde donde hizo toda la campaña revolucionaria.
Luego, sirvió en diversas reparticiones militares y comandó algunos cuerpos, ganado uno a uno sus grados hasta ser ascendido a coronel. Fue agregado militar de la embajada de Chile en La Paz, Bolivia, durante la misión del embajador José Miguel Echenique y Gandarillas, donde tuvo una destacada participación; secretario-ayudante del General Emilio Körner Henze, inspector general del Ejército; general de División del Ejército de Chile; inspector general del Ejército de Chile (Comandante en Jefe); inspector general de Aviación (1920); director general de Aeronáutica Militar, que posteriormente dio origen a la Fuerza Aérea de Chile; estrechamente ligado a los inicios de la aviación chilena, hizo el primer vuelo en avión entre Santiago de Chile y Arica-Tacna en 1924.

### Gobernador de Magallanes
Fue designado directamente, el 29 de septiembre de 1917, por el presidente Juan Luis Sanfuentes y Andonaegui, en el cargo de gobernador de Magallanes (gobernador civil y comandante General de Armas de dicho territorio), en cuya función desbarató la huelga general que vivió Punta Arenas en enero de 1919. Fue destituido el 3 de mayo del mismo año por "excesos" con la población.
Dio gran impulso a las obras públicas, especialmente a la construcción del camino entre Punta Arenas y Puerto Natales, ante la necesidad estratégica y geopolítica de llegar a la Provincia de Última Esperanza a través de territorio chileno.
Fue quien propuso y trasladó a Gabriela Mistral -la que fuera más tarde Premio Nobel de Literatura-, como profesora y directora al Liceo N°1 de Niñas de la ciudad de Punta Arenas.
Fue miembro de la Sociedad Chilena de Historia y Geografía y del Club de la Unión de Santiago de Chile.

## Honores y distinciones

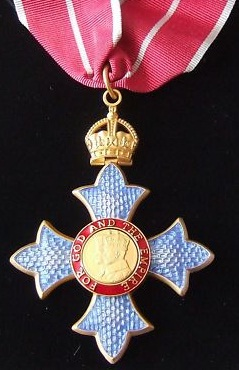
Venera de Caballero Comendador (militar) de la Orden del Imperio Británico

Fue creado caballero comendador de la Orden del Imperio Británico (Knight Commander of the Most Excellent Orden of the British Empire) por S.M. el Rey Jorge V de Inglaterra, que le daba derecho al tratamiento de sir en el Reino Unido y de posponer a su nombre la sigla K.B.E. (Knight of the British Empire); hecho también, por Guillermo II de Alemania, caballero de la Orden de la Corona Real de Prusia, y por Víctor Manuel III de Italia, caballero de la Orden de la Corona de Italia. También fue condecorado por el Gobierno argentino.
En su honor se bautizó con su nombre una de las islas del archipiélago Reina Adelaida en el extremo austral de Chile, la isla Contreras, que tiene 29 millas de largo por 6 millas en su ancho mayor, con una superficie de 625,5 km², lo que la convierte en la isla más grande de dicho archipiélago y en la 21.ª isla mayor de Chile.

## Familia y descendencia
Perteneciente a un antiguo linaje colonial chileno de vasta, destacada e ininterrumpida trayectoria militar, el 'General Contreras' tuvo su residencia en una gran casona de la calle Catedral de Santiago y fue un gran coleccionista de obras de arte y antigüedades. Contrajo matrimonio en Tacna, Chile, en 1892, con Teresa Bañados y Molina, nacida en Chañarcillo, siendo padrinos del enlace el Oficial del Ejército de Chile Adolfo Krug y de la Guarda, Comandante del Regimiento Colchagua en las batallas de Chorrillos y Miraflores durante la Guerra del Pacífico, y su mujer, Elena Deffés y Lutts de Krug.  Teresa Bañados y Molina de Contreras, descendiente de los Emperadores Incas del Perú - a través del linaje de Prado-, fue hija de Daniel Bañados y Macaya -hijo a su vez de José Miguel de Bañados y Basauri y de Francisca Javiera de Macaya y Fernández-Romo, ambos pertenecientes a distinguidas familias chilenas- y de Liberata Molina y Muñoz -la que era viuda y había contraído primeras nupcias con el diplomático belga Joseph-François-Guillaume Boonen d'Assonville, Cónsul General del Reino de los Países Bajos en Valparaíso-. De la sucesión Contreras Bañados vienen las actuales familias Contreras Prieto, Contreras Karlström, Vergara Contreras, Ginouvès Contreras, Santa María Ginouvès, Beaumont Contreras, Beaumont Herrera, Lavandero Beaumont, etc.,etc., con residencia en Chile.
Los restos del 'General Contreras' yacen sepultados en el mausoleo Contreras Sotomayor, ubicado en la calle Echaurren del Cementerio General de Santiago de Chile.